# (10549) Helsingborg
(10549) Helsingborg est un astéroïde de la ceinture principale.

## Description
(10549) Helsingborg est un astéroïde de la ceinture principale. Il fut découvert le 2 septembre 1992 à La Silla par Eric Walter Elst. Il présente une orbite caractérisée par un demi-grand axe de 2,56 UA, une excentricité de 0,17 et une inclinaison de 13,7° par rapport à l'écliptique.

## Compléments